# Anatol Wladyslaw
Anatol Wladyslaw Naftali (Varsóvia, 1913 — São Paulo, 30 de setembro de 2004) foi um pintor, desenhista e gravador polaco-brasileiro. Chegou ao Brasil em 1930, aos dezessete anos. Na década de 1950, volta-se para o abstracionismo geométrico, participando da criação do Grupo Ruptura, do qual foi considerado o membro "menos austero".